# La Vicomté-sur-Rance
La Vicomté-sur-Rance é uma comuna francesa na região administrativa da Bretanha, no departamento Côtes-d'Armor. Estende-se por uma área de 4,58 km². Em 2010 a comuna tinha 1 095 habitantes (densidade: 239,1 hab./km²).